# Ніко Гюлькенберг
Ніколас «Ніко» Гюлькенберг (нім. Nicolas Hülkenberg, народився 19 серпня 1987 року в Еммеріхі-на-Рейні) — німецький автогонщик. У 2015 році виступав на двох етапах FIA World Endurance Championship за команду Porsche та з першого разу переміг у перегонах 24 години Ле-Мана 2015 року. Є чемпіоном сезону 2009 GP2, сезону 2008 Євросерії Формули-3 та сезону 2006-07 А1 Гран-прі. Він один з трьох пілотів з 2005 року, який виграв чемпіонат GP2 у свій дебютний сезон (інші два пілоти, яким вдалося теж саме це Ніко Росберг та Льюїс Гамільтон).
У 2010 році дебютував за команду Формули-1 Williams. Проте незважаючи на те, що він виграв перший поул за п'ять років для команди, контракт з ним не було продовжено на 2011 рік і він вимушений був перейти до команди Force India як тест-пілот. Проте вже у 2012 році Ніко став основним пілотом команди разом з Полом ді Рестою. З 2017 року — пілот команди Рено. Замінений Естебаном Оконом у сезоні 2020 року, він повернувся до Force India — тоді відомої як Racing Point, а пізніше перейменованої на Aston Martin — як резервний пілот з 2020 по 2022 рік; Гюлькенберг заміняв Переса та Ленса Стролла на трьох Гран-прі у 2020 році та Себастьяна Феттеля на двох у 2022 році. У сезоні 2023 року він повернувся як постійний пілот, виступаючи за команду Haas разом з Кевіном Магнуссеном. Гюлькенберг знову приєднався до команди Sauber на сезон 2025 року, напередодні її придбання компанією Audi у 2026 році.
Станом на Гран-прі Великої Британії 2025 року Гюлькенберг завоював одну поул-позицію, один подіум і два найшвидших кола у Формулі-1.

## Рання кар'єра
Гюлькенберг дебютував у картингу в 1997, коли йому було 10 років. У 2002 він був чемпіоном Німеччини серед юніорів, а на наступний рік виграв чемпіонат Німеччини.
У 2005 він дебютував у німецькій Формулі-БМВ. Його перший сезон був дуже успішний, він лідирував по ходу сезону і без проблем домігся титулу. Він фінішував першим у світовому фіналі Формули-БМВ, але пізніше був позбавлений перемоги через те, що різко зупинився поблизу інших машин в період того, коли на трасі знаходився автомобіль безпеки.

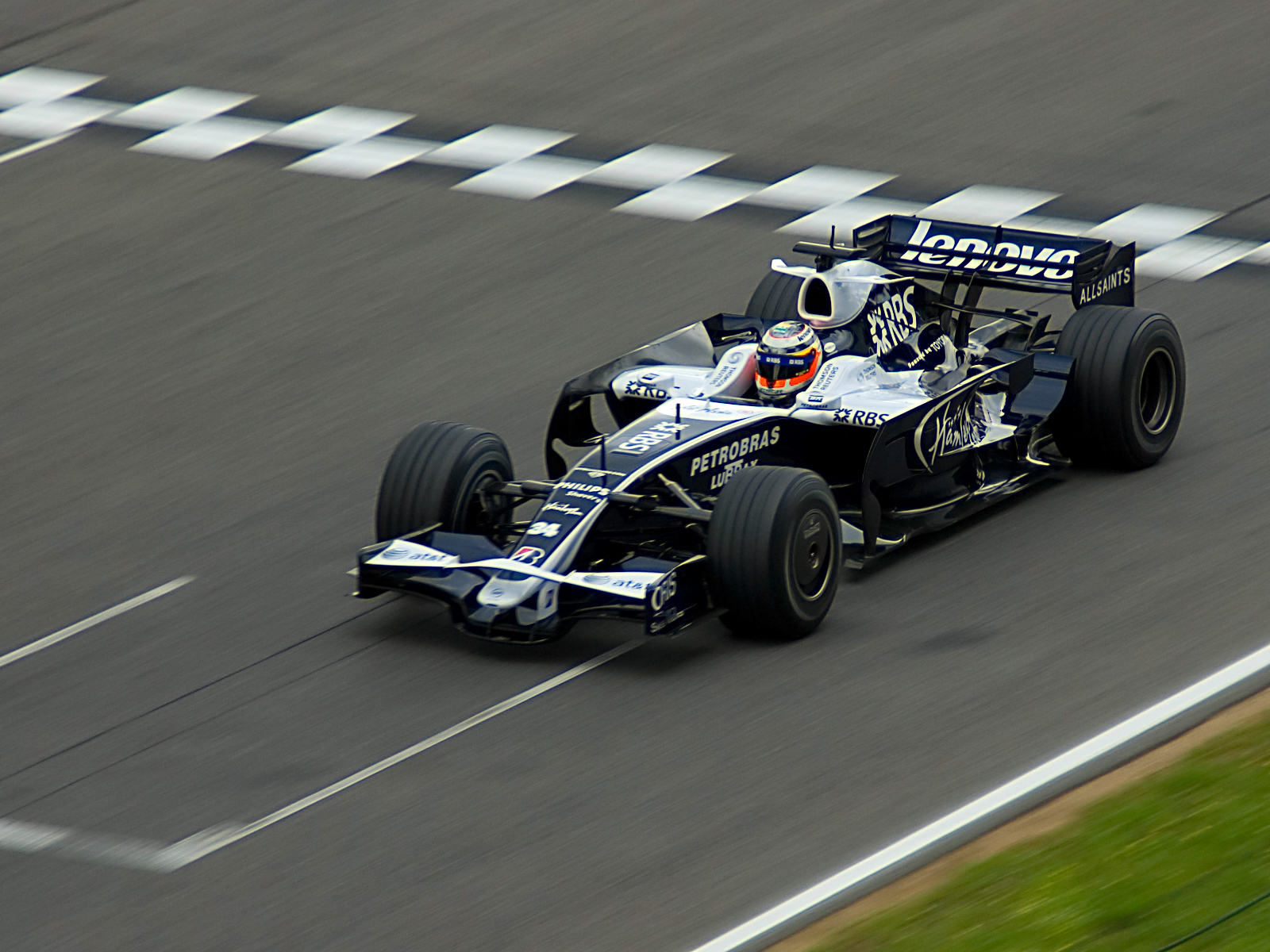
Гюлькенберг за кермом Williams FW30 на тестах в Барселоні в червні 2008.

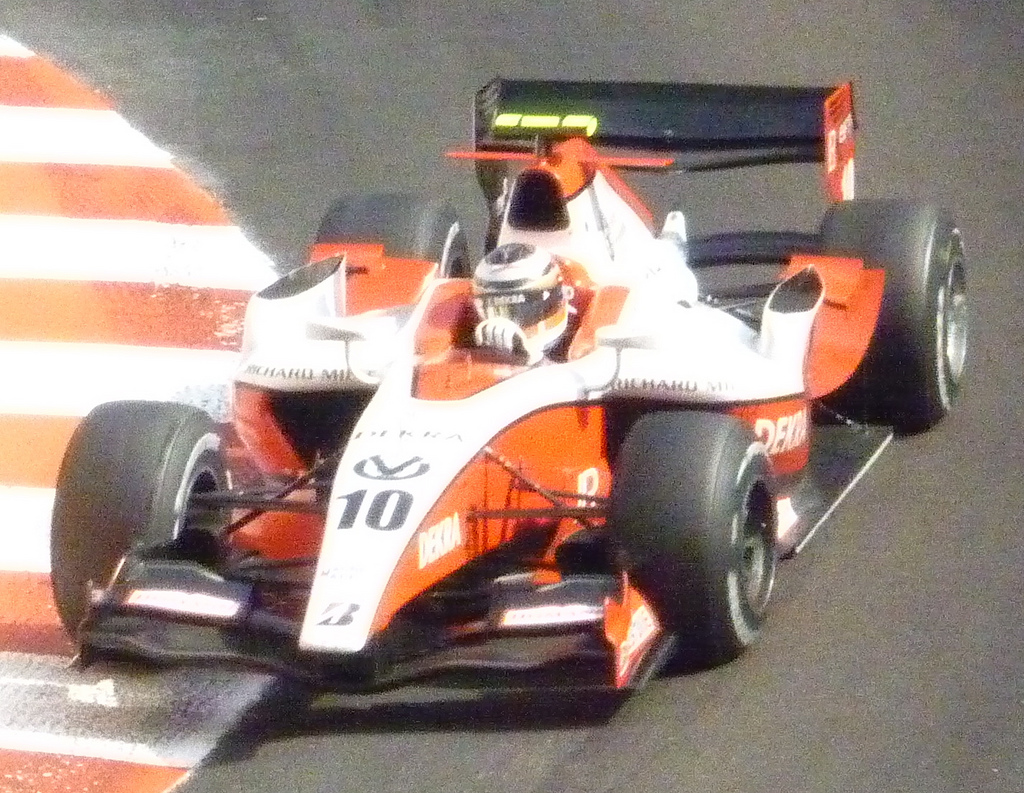
Гюлькенберг управляє болідом ART Grand Prix на етапі в Монако сезону 2009 GP2.

### Формула-3
Гюлькенберг перейшов у Формулу-3 в 2006 році, вигравши одну гонку німецького чемпіонату. Також він приєднався до команди Німеччини в А1 Гран-прі у сезоні 2006-07. Дев'ять перемог у дебютному сезоні зробили його найуспішнішим пілотом в історії А1 Гран-прі. Це також означало практично одноосібну перемогу Німеччини в чемпіонаті з 128 очками, на 35 більше ніж у команди Нової Зеландії.
У 2007 він переключив свою увагу на Євросерію Формули-3 і йому дісталося місце в команді ASM в якій Льюїс Гамільтон і Пол ді Реста виграли два попередні чемпіонати. Свою першу перемогу він здобув на Норисринзі стартувавши вісімнадцятим, наступну перемогу він здобув у дощовій гонці на трасі Зандвоорт, а третю на Нюрбургринзі. Але зіткнувся з проблемами в Маньї-Куре, він отримав штраф за друге коло в кваліфікації після фінішного прапора, а також врізався в Філіпа Салакварду під час гонки.
Він виграв (не входить в залік чемпіонату) перегони Формула-3 Мастерс в Зольдері випередивши напарника (і лідера чемпіонату Ф3) Ромена Грожана після зіткнення француза на старті.
Чинним менеджером Ніко є Віллі Вебер, який довгий час був менеджером Міхаеля Шумахера. Вебер на інтерв'ю сказав що Гюлькенберг буде готовий до Формули-1 в 2008. Також він похвалив німця назвавши його «неймовірним талантом» і сказав, що нагадує Шумахера в молодості.
Гюлькенберг провів свої перші тести в Формулі-1 у 2007 році. Віллі Вебер підтвердив про свої контакти з босом Renault Флавіо Бріаторе про організацію тестів, але в підсумку він провів тести 4 грудня 2007 року; а можливість йому надала команда Williams в Хересі. Його дводенні тести пройшли добре. Він показав більш швидкий час ніж Кадзукі Накадзіма, офіційний пілот Williams-Toyota в наступному сезоні у свій перший день і опинився на 0.4 секунди повільніше Ніко Росберга. Його бездоганна робота на тестах вразила команду Williams і вона надала йому місце тест-пілота на чемпіонаті 2008 року. Наприкінці 2008 року Williams підтвердила продовження контракту на чемпіонат 2009 року.

### GP2
Гюлькенберг виграв чемпіонський титул Євросерії Формули-3 в 2008. Майже непереможний в суботу Гюлькенберг набрав 76 очок з 85 можливих в основних перегонах, що проходили цього дня, заробивши 7 перемог. Ніко дебютував у серії GP2 Asia з тією ж командою ART Grand Prix на третьому етапі сезона 2008-09 GP2 Asia в Бахрейні, де заробив поул-позицію з першої спроби. В обох гонках він фінішував на четвертому місці і пересунувся на сьоме місце в чемпіонаті. На свій другий гоночний уїк-енд в Катарі він став першим володарем поула в нічний час доби, а також став першим переможцем і володарем швидкого кола в нічних умовах. Також він на тринадцять секунд випередив Серхіо Переса, що прийшов другим. Гюлькенберг фінішував третім у спринті, набравши цілих 27 очок за чотири гонки. На цьому він завершив свій виступ, але так і залишив за собою шосте місце.

## Повна таблиця результатів

### Статистика
| Сезон   | Серія                              | Команда                               | Старти     | Перемоги   | Поули      | Н/к        | Подіуми    | Очки       | Місце      |
| ------- | ---------------------------------- | ------------------------------------- | ---------- | ---------- | ---------- | ---------- | ---------- | ---------- | ---------- |
| 2005    | Формула-БМВ ADAC                   | Josef Kaufmann Racing                 | 20         | 8          | 9          | 6          | 14         | 287        | 1          |
| 2005    | Formula BMW World Final            | Josef Kaufmann Racing                 | 1          | 0          | 0          | 1          | 1          | N/A        | 3          |
| 2006    | Німецька Формула-3                 | Josef Kaufmann Racing                 | 18         | 1          | 3          | 5          | 6          | 78         | 5          |
| 2006    | V de V Challenge Endurance Moderne | Griffith's                            | 2          | 1          | 2          | ?          | 1          | 50         | 17         |
| 2006–07 | А1 Гран-прі                        | A1 Team Germany                       | 20         | 9          | 3          | 5          | 14         | 128        | 1          |
| 2007    | Євросерія Формули-3                | ASM Formule 3                         | 20         | 4          | 2          | 3          | 8          | 72         | 3          |
| 2007    | Гран-прі Макао                     | ASM Formule 3                         | 1          | 0          | 0          | 0          | 0          | N/A        | 23         |
| 2007    | Формула-3 Мастерс                  | ASM Formule 3                         | 1          | 1          | 0          | 0          | 1          | N/A        | 1          |
| 2008    | Євросерія Формули-3                | ART Grand Prix                        | 20         | 7          | 6          | 7          | 8          | 87         | 1          |
| 2008    | Формула-3 Мастерс                  | ART Grand Prix                        | 1          | 0          | 1          | 0          | 1          | N/A        | 2          |
| 2008–09 | GP2 Asia                           | ART Grand Prix                        | 4          | 1          | 2          | 0          | 2          | 27         | 6          |
| 2009    | GP2                                | ART Grand Prix                        | 20         | 5          | 3          | 5          | 10         | 100        | 1          |
| 2009    | Формула-1                          | AT&T Williams                         | Тест пілот | Тест пілот | Тест пілот | Тест пілот | Тест пілот | Тест пілот | Тест пілот |
| 2010    | Формула-1                          | AT&T Williams                         | 19         | 0          | 1          | 0          | 0          | 22         | 14         |
| 2011    | Формула-1                          | Force India F1 Team                   | Тест пілот | Тест пілот | Тест пілот | Тест пілот | Тест пілот | Тест пілот | Тест пілот |
| 2012    | Формула-1                          | Sahara Force India F1 Team            | 20         | 0          | 0          | 1          | 0          | 63         | 11         |
| 2013    | Формула-1                          | Sauber F1 Team                        | 19         | 0          | 0          | 0          | 0          | 51         | 10         |
| 2014    | Формула-1                          | Sahara Force India F1 Team            | 19         | 0          | 0          | 0          | 0          | 96         | 9          |
| 2015    | Формула-1                          | Sahara Force India F1 Team            | 19         | 0          | 0          | 0          | 0          | 58         | 10         |
| 2015    | FIA World Endurance Championship   | Porsche Team                          | 2          | 1          | 0          | 0          | 1          | 58         | 9          |
| 2015    | 24 години Ле-Мана                  | Porsche Team                          | 1          | 1          | 0          | 0          | 1          | N/A        | 1          |
| 2016    | Формула-1                          | Sahara Force India F1 Team            | 21         | 0          | 0          | 1          | 0          | 72         | 9          |
| 2017    | Формула-1                          | Renault Sport F1 Team                 | 20         | 0          | 0          | 0          | 0          | 43         | 10         |
| 2018    | Формула-1                          | Renault Sport F1 Team                 | 21         | 0          | 0          | 0          | 0          | 69         | 7          |
| 2019    | Формула-1                          | Renault F1 Team                       | 12         | 0          | 0          | 0          | 0          | 37         | 14         |
| 2020    | Формула-1                          | BWT Racing Point F1 Team              | 3          | 0          | 0          | 0          | 0          | 10         | 15         |
| 2022    | Формула-1                          | Aston Martin Aramco Cognizant F1 Team | 2          | 0          | 0          | 0          | 0          | 0          | 22         |
| 2023    | Формула-1                          | Haas F1 Team                          | 22         | 0          | 0          | 0          | 0          | 9          | 16         |
| 2024    | Формула-1                          | Haas F1 Team                          | 24         | 0          | 0          | 0          | 0          | 41         | 11         |
| 2025    | Формула-1                          | Stake F1 Team Kick Sauber             | 11         | 0          | 0          | 0          | 0          | 37*        | 9*         |

* Сезон триває.

### Результати виступів у Формулі-1
| Приклад                  | Опис                                                              |
| ------------------------ | ----------------------------------------------------------------- |
| 1                        | Переможець                                                        |
| 2                        | Друге місце                                                       |
| 3                        | Третє місце                                                       |
| 5                        | Фінішував у очковій зоні                                          |
| 12                       | Фінішував поза очковою зоною                                      |
| НКЛ                      | Фінішував, але не класифікований                                  |
| Схід                     | Не фінішував і не класифікований                                  |
| НКВ                      | Не кваліфікований                                                 |
| НПКВ                     | Не передкваліфікований                                            |
| ДСК                      | Дискваліфікований                                                 |
| тест                     | Тестер по п'ятницях                                               |
| НС                       | Брав участь у Гран-прі як бойовий пілот, але не стартував у гонці |
| Т                        | Травмований чи хворий                                             |
| Викл                     | Виключений із протоколу                                           |
| Від                      | Відмова від участі                                                |
| НТР                      | Не брав участі в тренуваннях                                      |
| НПР                      | Не прибув на Гран-прі                                             |
| С                        | Гонка скасована                                                   |
|                          | Не брав участі                                                    |
| Жирний шрифт             | Поул-позиція                                                      |
| Курсив                   | Найшвидше коло                                                    |
| Числоу верхньому індексі | Позиція в спринті, що передбачає нарахування очок                 |

| Рік      | Команда                               | Шасі                      | Двигун                                 | 1        | 2        | 3        | 4        | 5        | 6        | 7        | 8        | 9         | 10       | 11       | 12       | 13       | 14       | 15       | 16       | 17       | 18       | 19       | 20       | 21       | 22     | 23        | 24    | Місце | Очки |
| -------- | ------------------------------------- | ------------------------- | -------------------------------------- | -------- | -------- | -------- | -------- | -------- | -------- | -------- | -------- | --------- | -------- | -------- | -------- | -------- | -------- | -------- | -------- | -------- | -------- | -------- | -------- | -------- | ------ | --------- | ----- | ----- | ---- |
| 2010     | AT&T Williams                         | Williams FW32             | Cosworth CA2010 2.4 V8                 | БАХ 14   | АВС Схід | МАЛ 10   | КИТ 15   | ІСП 16   | МОН Схід | ТУР 17   | КАН 13   | ЄВР Схід  | ВЕЛ 10   | НІМ 13   | УГО 6    | БЕЛ 14   | ІТА 7    | СІН 10   | ЯПО Схід | КОР 10   | БРА 8    | АБУ 16   |          |          |        |           |       | 14    | 22   |
| 2011     | Force India F1 Team                   | Force India F1 Team VJM04 | Mercedes FO 108Y 2.4 V8                | АВС Тест | МАЛ Тест | КИТ Тест | ТУР Тест | ІСП Тест | МОН      | КАН Тест | ЄВР Тест | ВЕЛ Тест  | НІМ Тест | УГО Тест | БЕЛ Тест | ІТА Тест | СІН      | ЯПО Тест | КОР      | ІНД      | АБУ      | БРА Тест |          |          |        |           |       | — ! - |      |
| 2012     | Sahara Force India F1 Team            | Force India F1 Team VJM05 | Mercedes FO 108Z 2.4 V8                | АВС Схід | МАЛ 9    | КИТ 15   | БАХ 12   | ІСП 10   | МОН 8    | КАН 12   | ЄВР 5    | ВЕЛ 12    | НІМ 9    | УГО 11   | БЕЛ 4    | ІТА 21†  | СІН 14   | ЯПО 7    | КОР 6    | ІНД 8    | АБУ Схід | США 8    | БРА 5    |          |        |           |       | 11    | 63   |
| 2013     | Sauber F1 Team                        | Sauber C32                | Ferrari 056 2.4 V8                     | АВС НС   | МАЛ 8    | КИТ 10   | БАХ 12   | ІСП 15   | МОН 11   | КАН Схід | ВЕЛ 10   | НІМ 10    | УГО 11   | БЕЛ 13   | ІТА 5    | СІН 9    | КОР 4    | ЯПО 6    | ІНД 19†  | АБУ 14   | США 6    | БРА 8    |          |          |        |           |       | 10    | 51   |
| 2014     | Sahara Force India F1 Team            | Force India VJM07         | Mercedes PU106A Hybrid 1.6 V6 t        | АВС 6    | МАЛ 5    | БАХ 5    | КИТ 6    | ІСП 10   | МОН 5    | КАН 5    | АВТ 9    | ВЕЛ 8     | НІМ 7    | УГО Схід | БЕЛ 10   | ІТА 12   | СІН 9    | ЯПО 8    | РОС 12   | США Схід | БРА 8    | АБУ 6    |          |          |        |           |       | 9     | 96   |
| 2015     | Sahara Force India F1 Team            | Force India VJM08         | Mercedes PU106B Hybrid 1.6 V6 t        | АВС 7    | МАЛ 14   | КИТ Схід | БАХ 13   | ІСП 15   | МОН 11   | КАН 8    | АВТ 6    |           |          |          |          |          |          |          |          |          |          |          |          |          |        |           |       | 10    | 58   |
| 2015     | Sahara Force India F1 Team            | Force India VJM08B        | Mercedes PU106B Hybrid 1.6 V6 t        |          |          |          |          |          |          |          |          | ВЕЛ 7     | УГО Схід | БЕЛ НС   | ІТА 7    | СІН Схід | ЯПО 6    | РОС Схід | США Схід | МЕК 7    | БРА 6    | АБУ 7    |          |          |        |           |       | 10    | 58   |
| 2016     | Sahara Force India F1 Team            | Force India VJM09         | Mercedes PU106C Hybrid 1.6 V6 t        | АВС 7    | БАХ 15   | КИТ 15   | РОС Схід | ІСП Схід | МОН 6    | КАН 8    | ЄВР 9    | АВТ 19†   | ВЕЛ 7    | УГО 10   | НІМ 7    | БЕЛ 4    | ІТА 10   | СІН Схід | МАЛ 8    | ЯПО 8    | США Ret  | МЕК 7    | БРА 7    | АБУ 7    |        |           |       | 9     | 72   |
| 2017     | Renault Sport F1 Team                 | Renault R.S.17            | Renault R.E.17 1.6 V6 t                | АВС 11   | КИТ 12   | БАХ 9    | РОС 8    | ІСП 6    | МОН Ret  | КАН 8    | АЗЕ Схід | АВТ 13    | ВЕЛ 6    | УГО 17†  | БЕЛ 6    | ІТА 13   | СІН Схід | МАЛ 16   | ЯПО Схід | США Схід | МЕК Схід | БРА 10   | АБУ 6    |          |        |           |       | 10    | 43   |
| 2018     | Renault Sport F1 Team                 | Renault R.S.18            | Renault R.E.18 1.6 V6 t                | АВС 7    | БАХ 6    | КИТ 6    | АЗЕ Схід | ІСП Схід | МОН 8    | КАН 7    | ФРА 9    | АВТ Схід  | ВЕЛ 6    | НІМ 5    | УГО 12   | БЕЛ Схід | ІТА 13   | СІН 10   | РОС 12   | ЯПО Схід | США 6    | МЕК 6    | БРА Схід | АБУ Схід |        |           |       | 7     | 69   |
| 2019     | Renault F1 Team                       | Renault R.S.19            | Renault E-Tech 19 1.6 V6 t             | АВС 7    | БАХ 17†  | КИТ Схід | АЗЕ 14   | ІСП 13   | МОН 13   | КАН 7    | ФРА 8    | АВТ 13    | ВЕЛ 10   | НІМ Схід | УГО 12   | БЕЛ 8    | ІТА 5    | СІН 9    | РОС 10   | ЯПО ДСК  | МЕК 10   | США 9    | БРА 15   | АБУ 12   |        |           |       | 14    | 37   |
| 2020     | BWT Racing Point F1 Team              | Racing Point RP20         | Mercedes M11 EQ Performance 1.6 V6 t   | АВТ      | ШТИ      | УГО      | ВЕЛ НС   | 70 7     | ІСП      | БЕЛ      | ІТА      | ТОС       | РОС      | АЙФ 8    | ПОР      | ЕМІ      | ТУР      | БАХ      | САХ      | АБУ      |          |          |          |          |        |           |       | 15    | 10   |
| 2022     | Aston Martin Aramco Cognizant F1 Team | Aston Martin AMR22        | Mercedes F1 M13 E Performance 1.6 V6 t | БАХ 17   | САУ 12   | АВС      | ЕМІ      | МАЯ      | ІСП      | МОН      | АЗЕ      | КАН       | ВЕЛ      | АВТ      | ФРА      | УГО      | БЕЛ      | НІД      | ІТА      | СІН      | ЯПО      | США      | МЕХ      | САП      | АБУ    |           |       | 22    | 0    |
| 2023     | MoneyGram Haas F1 Team                | Haas VF-23                | Ferrari 066/10 1.6 V6 t                | БАХ 15   | САУ 12   | АВС 7    | АЗЕ 17   | МАЯ 15   | МОН 17   | ІСП 15   | КАН 15   | АВТ Схід6 | ВЕЛ 13   | УГО 14   | БЕЛ 18   | НІД 12   | ІТА 17   | СІН 13   | ЯПО 14   | КАТ 16   | США 11   | МЕХ 13   | САП 12   | ЛВГ 19†  | АБУ 15 |           |       | 16    | 9    |
| 2024     | MoneyGram Haas F1 Team                | Haas VF-24                | Ferrari 066/12 1.6 V6 t                | БАХ 16   | САУ 10   | АВС 9    | ЯПО 11   | КИТ 10   | МАЯ 117  | ЕМІ 11   | МОН Схід | КАН 11    | ІСП 11   | АВТ 6    | ВЕЛ 6    | УГО 13   | БЕЛ 18   | НІД 11   | ІТА 17   | АЗЕ 11   | СІН 9    | США 8    | МЕХ 9    | САП ДСК  | ЛВГ 8  | КАТ Схід7 | АБУ 8 | 11    | 41   |
| 2025     | Stake F1 Team Kick Sauber             | Kick Sauber C45           | Ferrari 066/15 1.6 V6 t                | АВС 7    | КИТ 15   | ЯПО 16   | БАХ ДСК  | САУ 15   | МАЯ 14   | ЕМІ 12   | МОН 16   | ІСП 5     | КАН 8    | АВТ 9    | ВЕЛ 3    | БЕЛ      | УГО      | НІД      | ІТА      | АЗЕ      | СІН      | США      | МЕХ      | САП      | ЛВГ    | КАТ       | АБУ   | 9*    | 37*  |
| Джерело: |                                       |                           |                                        |          |          |          |          |          |          |          |          |           |          |          |          |          |          |          |          |          |          |          |          |          |        |           |       |       |      |

† Пілот не зміг завершити перегони, але був класифікований, подолавши понад 90 % дистанції. 
* Сезон триває.